# Буян (Франція)
Буя́н (фр. Bouilland) — муніципалітет у Франції, у регіоні Бургундія-Франш-Конте, департамент Кот-д'Ор. Населення — 233 особи (01.01.2021).
Муніципалітет розташований на відстані близько 270 км на південний схід від Парижа, 29 км на південний захід від Діжона.

## Демографія
Динаміка населення (INSEE ):

## Економіка
2010 року серед 129 осіб працездатного віку (15—64 років) 107 були активними, 22 — неактивними (показник активності 82,9%, у 1999 році було 75,0%). З 107 активних мешканців працювало 97 осіб (50 чоловіків та 47 жінок), безробітними було 10 (6 чоловіків та 4 жінки). Серед 22 неактивних 10 осіб було учнями чи студентами, 6 — пенсіонерами, 6 були неактивними з інших причин.

У 2010 році в муніципалітеті числилось 90 оподаткованих домогосподарств, у яких проживали 201,0 особи, медіана доходів виносила 19 713 євро на одного особоспоживача